# Kolta
Kolta (Hongaars:Kolta) is een Slowaakse gemeente in de regio Nitra, en maakt deel uit van het district Nové Zámky.
Kolta telt 1467 inwoners.